# Mistrzostwa Afryki w Piłce Siatkowej Mężczyzn 2007
XVI Mistrzostwa Afryki w piłce siatkowej mężczyzn odbyły się w 2007 roku w Durbanie w Republice Południowej Afryki. W mistrzostwach wystartowało 9 reprezentacji. Reprezentacja Egiptu zdobyła swój czwarty złoty medal mistrzostw Afryki w historii. W mistrzostwach zadebiutowała reprezentacja Mozambiku.

## Klasyfikacja końcowa
| Miejsce | Reprezentacja     |
| ------- | ----------------- |
|         | Egipt             |
|         | Tunezja           |
|         | Kamerun           |
| 4.      | Południowa Afryka |
| 5.      | Kenia             |
| 6.      | Rwanda            |
| 7.      | Botswana          |
| 8.      | Zimbabwe          |
| 9.      | Mozambik          |